# Song Taizu
Pour les articles homonymes, voir Taizu.
Taizu (21 mars 927 - 14 novembre 976), de son nom personnel Zhao Kuangyin, est le fondateur de la dynastie Song. Général, il est choisi par ses pairs pour être empereur. Son frère cadet Taizong lui succède.

## Fondation des Song
La dynastie des Zhou postérieurs est la dernière des Cinq dynasties qui contrôle la Chine méridionale après la chute de la dynastie Tang en 907. Zhao Kuangyin, plus tard connu sous le nom d'Empereur Song Taizu, usurpe le trône des Zhou avec le soutien des commandants militaires en 960, fondant ainsi la dynastie Song. Une fois sur le trône, son but premier est de réunifier la Chine après un demi-siècle de division politique. Ceci passe par la conquête de Nanping, Wuyue, des Han du sud, des Shu postérieurs et des Tang du sud dans la Chine méridionale, mais également les Han du nord et les Seize préfectures dans la Chine septentrionale. Avec des officiers capables tels que Yang Ye (d. 986), Liu Tingrang (929–987), Cao Bin (931–999) et Huyan Zan (d. 1000), la nouvelle puissance militaire des Song devient la force dominante en Chine. Les tactiques militaires innovantes, telles que la défense des lignes d'approvisionnement sur des ponts flottants, permettent aux Song d'enchaîner les succès contre les Tang du sud lorsqu'ils traversent le fleuve Yangzi Jiang en 974. Grâce à l'utilisation massive des flèches enflammées par ses arbalétriers, les forces Song arrivent à défaire le légendaire corps d'éléphants de guerre des Han du sud le 23 janvier 971. Cette bataille marque la soumission des Han du sud et la fin du premier et dernier corps d'éléphants de guerre utilisé dans une armée chinoise.

## Consolidation
La consolidation dans le sud se termine en 978, avec la conquête de Wuyue. Les forces militaires Song se tournent alors contre les Han du nord, qui cèdent en 979. Cependant, les efforts pour prendre les Seize préfectures restent vains et ces dernières sont finalement incorporées à l'état Liao situé en Mandchourie. Concernant l'extrême nord-est, les Tangoutes contrôlent la région du Shaanxi depuis 881, après que la cour des Tang postérieurs a nommé un chef tangoute comme gouverneur militaire (jiedushi) de la région, un poste qui devient héréditaire. Alors que l'état Song égale souvent la puissance militaire de la dynastie Liao, ils ne parviennent pas à remporter de victoires significatives contre les Xia occidentaux, qui tombent finalement au cours de la conquête Mongole de Genghis Khan en 1227.

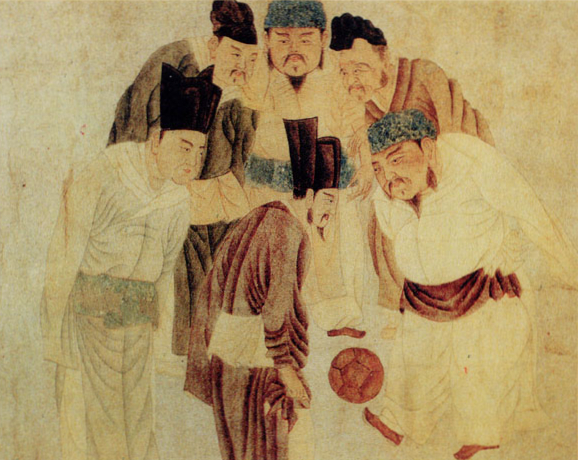
Empereur Taizu jouant au cuju avec le ministre Zhao Pu, par Qian Xuan (1235-1305)

Après la consolidation politique découlant de la conquête militaire, l'empereur Taizu organise un banquet auquel sont conviés tous les hauts-gradés qui ont servi les Song dans les différentes campagnes militaires. Alors que ses officiers boivent et festoient avec l'empereur, celui-ci leur parle de la probabilité d'un coup militaire contre lui, comme à l'époque des Cinq dynasties. Les officiers protestent contre cette idée et insistent sur le fait que personne n'est aussi qualifié que lui pour diriger le pays. Un passage du Song Shi décrit la scène de cette façon :
« L'empereur a dit, 'La vie de l'homme est courte. Le Bonheur consiste à avoir une bonne santé et signifie d'aimer la vie et d'être ensuite capable de transmettre la même prospérité à ses descendants. Si vous, mes officiers, renoncez à l'autorité militaire, vous retirez dans les provinces et choisissez les meilleures terres pour y vivre, pour y passer le restant de vos vies dans le plaisir et la paix..., ne serait-ce pas mieux que de vivre une vie de péril et d'incertitude ? Puisqu'aucune ombre de suspicion ne plane entre les princes et les ministres, nous allierons nos familles par des mariages et ensuite, dirigeants et sujets, unis dans la fraternité et l'amitié, apprécieront la tranquillité'... Le jour suivant, les commandants militaires déposèrent tous leur démission, prétextant des maladies (imaginaires) et quittèrent les districts du pays, où l'empereur, les couvrant de cadeaux splendides, les nomma à de hautes fonctions officielles. »
L'empereur Taizu développe une bureaucratie centralisée efficace composée de fonctionnaires érudits civils. Petit à petit, les gouverneurs régionaux militaires et leurs partisans sont remplacés par des fonctionnaires désignés par le gouvernement central. Ce système de gouvernance civile conduit à une plus grande concentration de pouvoirs dans les mains du gouvernement central mené par l'empereur. Au début du XIe siècle, environ 30 000 personnes se présentent chaque année aux examens impériaux de niveau préfectoral, avant d'atteindre 80 000 à la fin du siècle et 400 000 au XIIIe siècle. Bien que de nouveaux gouvernements municipaux soient souvent établis, le nombre des préfectures et des provinces reste stable par rapport à la période précédant la prise de pouvoir des Song. Donc, alors que de plus en plus de personnes participent aux examens impériaux, le nombre de candidats sélectionnés évolue peu par rapport aux périodes précédentes. Les examens de la fonction publique deviennent par conséquent encore plus compétitifs et sélectifs pour les candidats.

Carte des dynasties Song du nord, Liao et Xi occidentaux.

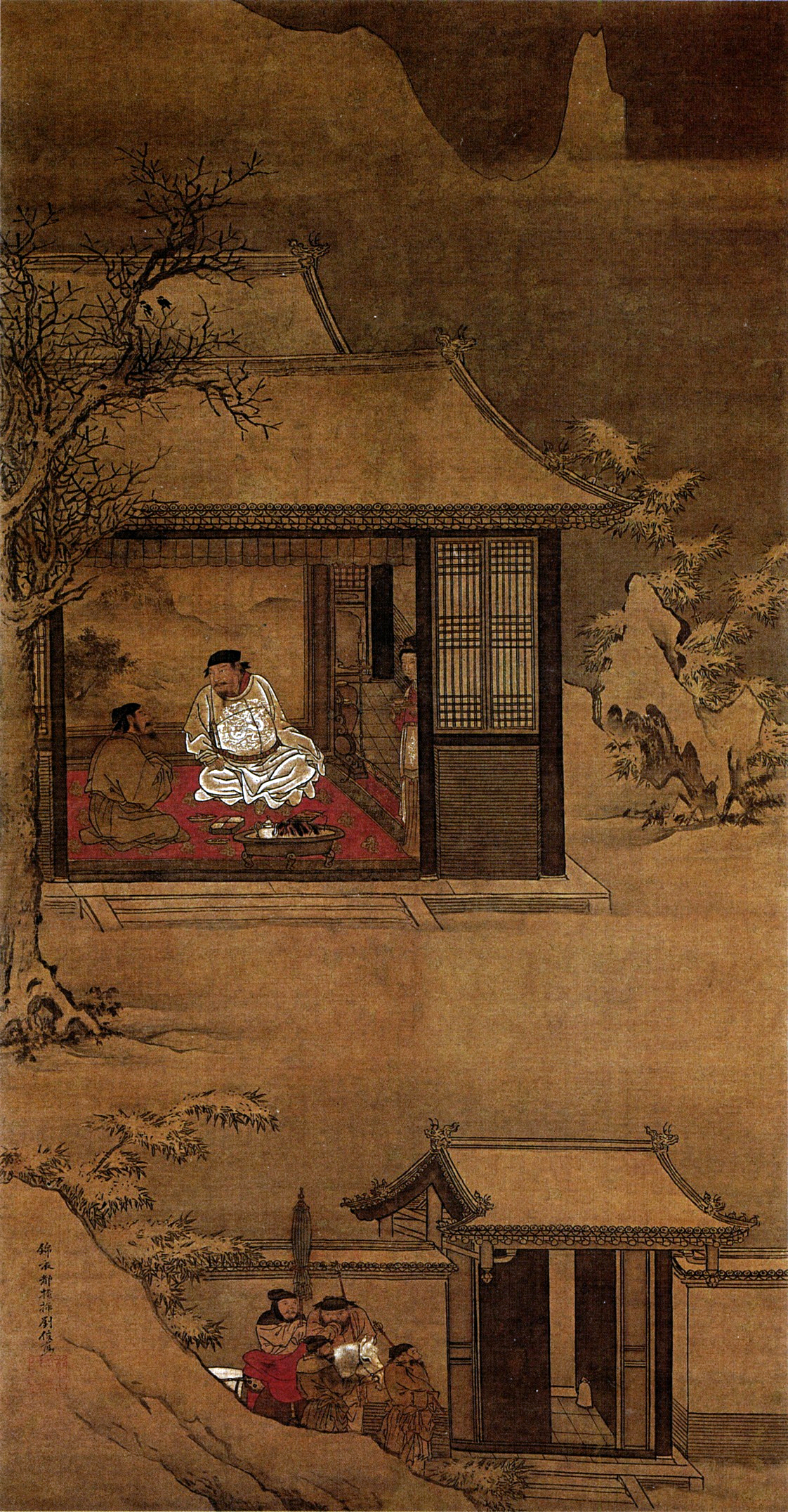
Taizu visitant Zhao Pu, par Liu Jun

L'empereur Taizu trouve également d'autres moyens pour consolider et renforcer son pouvoir. Il met à jour notamment les cartes du pays, afin que l'administration centrale puisse facilement traiter les affaires dans les provinces. En 971, il ordonne à Lu Duosun de mettre à jour et « réécrire toutes les [cartes] Tu Jing dans le monde ». Cette tâche s'avère décourageante pour un seul homme. Malgré cela, il voyage dans les provinces et collecte le plus d'illustrations possibles. Avec l'aide de Song Zhun, ce travail titanesque se termine en 1010, avec environ 1 566 chapitres,. Le texte historique Song Shi rapporte plus tard (noms selon la transcription Wade-Giles) :
« Yuan Hsieh (d. 1220) était directeur-général des greniers à grains gouvernementaux. Pour continuer ses plans de lutte contre les famines, il ordonna à chaque pao (village) de préparer une carte montrant chaque champ et montagne, les rivières et les routes avec force détails. Les cartes des pao sont regroupées pour constituer la carte des tu (district), qui sont à leur tour regroupées pour former la carte des hsiang et hsien (districts plus importants). Si des problèmes survenaient lors de la collecte des taxes ou la distribution du grain, ou si la présence de voleurs ou de bandits était rapportée, les fonctionnaires provinciaux pouvaient rapidement accomplir leur devoir avec l'aide de ces cartes. »
Taizu montre également un fort intérêt pour les sciences et les techniques. Il utilise l'atelier impérial pour soutenir certains projets tels que la sphère armillaire hydraulique de Zhang Sixun (pour les observations astronomiques et la mesure du temps) qui utilise du mercure liquide plutôt que de l'eau (le mercure liquide ne pouvant pas geler durant l'hiver).
L'empereur est également ouvert à la gestion des affaires, particulièrement avec certains étrangers. Il nomme par exemple le musulman Ma Yize (910-1005) chef astronome de la cour Song. Marque d'intérêt pour les étrangers, en vue de la réception d'émissaires du royaume coréen de Goryeo, la cour fait produire environ 1 500 exemplaires d'un manuel sur les règles, les consignes et les directives à respecter pour leur réception.